# Straßenbahn Newcastle (New South Wales)
Die Straßenbahn Newcastle (englisch Newcastle Light Rail) ist ein Straßenbahnbetrieb in der australischen Stadt Newcastle im Bundesstaat New South Wales. Sie wurde am 17. Februar 2019 eröffnet und verbindet die Innenstadt Newcastles mit dem zuvor nach außerhalb verlegten Bahnhof der Stadt. Sie wird von Newcastle Transport betreiben, einer Marke von Keolis Downer.

## Geschichte
Im Dezember 2012 gab die Regierung des Bundesstaates New South Wales bekannt, die Eisenbahnstrecke aus Sydney zwischen Wickham und dem Endbahnhof Newcastle (Lage) stilllegen zu wollen. Trotz Protesten der Bevölkerung geschah dies am 25. Dezember 2014. Im Juli 2014 wurden wiederum die Pläne der Staatsregierung für eine Straßenbahn in Newcastle, die Teile der stillgelegten Eisenbahnstrecke benutzen sollte, der Öffentlichkeit vorgestellt. Die Entscheidung, nur Teile des ehemaligen Bahnkörpers für die Straßenbahn zu nutzen, wurde von einigen oppositionellen Politikern kritisiert: Man habe die Eisenbahn nur eingestellt, um das Gelände verkaufen zu können.
2016 wurde von der Regierung des Bundesstaates New South Wales bekanntgegeben, dass die Downer Group die Ausschreibung zum Bau der Straßenbahn gewonnen habe, dieser begann schließlich Mitte 2017. Zudem wurde bekanntgegeben, dass die Straßenbahn mit Batterien (bzw. Akkumulatoren) und dadurch hauptsächlich oberleitungslos gebaut werde. Im September 2018 war der Bau fertiggestellt und nach einem kostenlosen Entdeckungstag am 17. Februar 2019 wurde die Straßenbahn am 18. Februar 2019 eröffnet.

## Strecke
| \| \| \| Newcastle line \| \| \| \| \| Newcastle Interchange \| \| \| \| \| Wickham Wickham Depot, Bahnhof geschl. 2014 \| \| \| \| \| \| \| \| \| \| Honeysuckle geschlossen 1872 \| \| \| \| \| Honeysuckle \| \| \| \| \| \| \| \| \| \| Newcastle Mortuary geschlossen 1933 \| \| \| \| \| Civic Bahnhof geschl. 2014 \| \| \| \| \| Crown Street \| \| \| \| \| Queens Wharf \| \| \| \| \| Newcastle geschlossen 2014 \| \| \| \| \| Newcastle Beach \| \| |  |                                             |                                             |
| |  | Newcastle line                              |                                             |
| Kopfbahnhof mit U-Bahn Streckenende und Streckenanfang |  | Newcastle Interchange                       | Newcastle Interchange                       |
| ehemaliger U-Bahn-Haltepunkt / Haltestelle mit Eisenbahn · U-Bahn-Betriebs-/Güterbahnhof Streckenanfang |  | Wickham Wickham Depot, Bahnhof geschl. 2014 | Wickham Wickham Depot, Bahnhof geschl. 2014 |
| U-Bahn-Abzweig geradeaus und von links · U-Bahn-Strecke nach rechts |  |                                             |                                             |
| ehemaliger U-Bahn-Haltepunkt / Haltestelle mit Eisenbahn |  | Honeysuckle geschlossen 1872                | Honeysuckle geschlossen 1872                |
| U-Bahn-Haltepunkt / Haltestelle |  | Honeysuckle                                 | Honeysuckle                                 |
| U-Bahn-Abzweig mit Eisenbahn geradeaus und ehemals nach links · Strecke von rechts (außer Betrieb) |  |                                             |                                             |
| U-Bahn-Strecke · Haltepunkt / Haltestelle (Strecke außer Betrieb) |  | Newcastle Mortuary geschlossen 1933         | Newcastle Mortuary geschlossen 1933         |
| U-Bahn-Haltepunkt / Haltestelle · Haltepunkt / Haltestelle (Strecke außer Betrieb) |  | Civic Bahnhof geschl. 2014                  | Civic Bahnhof geschl. 2014                  |
| U-Bahn-Haltepunkt / Haltestelle · Strecke (außer Betrieb) |  | Crown Street                                | Crown Street                                |
| U-Bahn-Haltepunkt / Haltestelle · Strecke (außer Betrieb) |  | Queens Wharf                                | Queens Wharf                                |
| U-Bahn-Strecke · Kopfbahnhof Streckenende (Strecke außer Betrieb) |  | Newcastle geschlossen 2014                  | Newcastle geschlossen 2014                  |
| U-Bahn-Haltepunkt / Haltestelle Streckenende |  | Newcastle Beach                             | Newcastle Beach                             |

Die 2,35 Kilometer lange Strecke verläuft vom Bahnhof Newcastle Interchange in Ost-West-Richtung erst etwa einen Kilometer auf dem ehemaligen Bahnkörper der Eisenbahn mit einem Zwischenhalt Honeysuckle. Ab der Kreuzung Hunter Street/Worth Place verkehrt die Straßenbahn straßenbündig auf der Hunter Street (etwa 800 Meter) bis nahe der Newcastle Wharf. Anschließend fährt die Bahn auf der Scott Street (etwa 800 Meter) am ehemaligen Bahnhof vorbei und endet in einer eingleisigen Haltestelle am Pacific Park nahe dem Strand Newcastles.
Die Straßenbahn verkehrt montags bis freitags von 5 bis 7 Uhr alle 15 Minuten, von 7 bis 19 Uhr alle 7,5 Minuten und anschließend bis 0:30 Uhr alle 15 Minuten. An Sams- und Sonntagen fährt die Bahn von 5:15 Uhr bis 7 Uhr alle 30 Minuten und dann samstags bis Mitternacht und sonntags bis 19 Uhr alle 15 Minuten. Im 30-Minuten-Takt fährt die Bahn anschließend bis 0:30 Uhr.

## Fahrzeuge
Die neue Straßenbahnflotte wird unterhalten in einem neugebauten Depot auf dem Gelände des vorherigen Bahnhofs Wickham.
Newcastle Transport bestellte bei dem spanischen Fahrzeugbauer Construcciones y Auxiliar de Ferrocarriles sechs Bahnen des Typs CAF Urbos 100, die aus einer Option der Stadtbahn Sydney entstammen. Sie sind 33 Meter lang, können 270 Leute fassen und bieten kostenfreies WLAN. Als Akkumulatorentriebwagen werden die Bahnen jeweils an den Haltestellen mit stationären Oberleitungen aufgeladen, außerdem wird auch beim Bremsen Energie zurückgeführt.

## Erweiterungen
Im April 2016 veröffentlichten Transport for NSW und UrbanGrowth NSW Überlegungen für Erweiterungen des Straßenbahnnetzes:
- Newcastle Interchange – Broadmeadow
  - Broadmeadow – Hunter Stadium
  - Broadmeadow – Adamstown
- Newcastle Interchange – Mayfield

Weitere Vorschläge aus der Öffentlichkeit enthalten Strecken zum John Hunter Hospital, zur University of Newcastle at Callaghan, zum Flughafen, sowie nach Glendale, Merewether, sowie einen Innenstadtring. Laut Transport for NSW leiden diese Strecken jedoch an hohen Kosten und technischen Herausforderungen.